# 武道の老師
武道の老師（ぶどうのろうし、英: elderly martial arts master）とは武侠やチャンバラなどの武道映画に登場する、フィクション上の師匠/先生のストックキャラクターのことを指す。一般的に東アジア系である。彼は年齢に伴って身体的に衰えてきているのにも係わらず、無敵に近い武道の達人である。 『ベスト・キッド』のミヤギや『キル・ビル』のパイ・メイが典型的な老師キャラクターであると言われる。 

## 性格や行動の癖
老師は典型的に、深い考えにふけるため、ほとんどの時間を道場での瞑想に費やす。老師は大抵、穏やかかつ冷静、落ち着いており、控えめな年配男性として描かれる。年齢とともに成熟し、自らに満足をしており、経験によって培った物静かな自信を体現している。これは人生全般からくるものでも、武道から継承した技術、理念、価値観などからくるものでもある。彼にとって武道はただ人を打ちのめし、タフに見せかける手段なのではない。彼にとって武道とは（東洋社会一般で武道に付属し、密接に関連付けられている理想や価値を踏まえ）人格を前向きに成長させる方法なのである。むしろ敬意や忍耐、自制、規律正しさなどの様々な生きる術を養わせるものなのだ。 師匠は常に誰に対しても（映画の流れの中で悪役にぶしつけに振る舞われようと）礼儀正しく振る舞う。彼はどんな時もできる限り武力を用いず、不必要なほど丁寧に、悪役や武道のライバル(主に若く、傲慢であり、武道をただタフに振る舞い、人をいじめるためのものとしてみている者)を止めようと試みる。老師は技術を使うことを強いられ他に選択肢がない時に限り、相手にほとんど比較にならないほど強いことを見せつけ、丁寧な行動を弱さの表れだと誤解するべきではないと証明する。彼はおおよそ何からでも身を守る力を備えている存在としても描かれている。これらは、『ベスト・キッド』のミヤギやリメイク版『ベスト・キッド』の清掃員のミスター・ハンから読み取ることができる。

## 弟子との関係
老師は基本的に穏やかで信頼できる指導者であるが、トレーニングになると非常に厳しくなることがある。彼はトレーニングにおいては無駄な希望を弟子に与えない。弟子は老師によって鍛えられるために、決して老師の教えを疑わず、痛みに耐えることに備えるべきであると、とても明確に示している。
『ベスト・キッド』で、ミヤギはダニエル・ラルーソー（ラルフ・マッチオ）にくる日もくる日も両腕の動きを意識させながらフェンスや壁を塗らせ、床や車を磨かせる。ミヤギがダニエルに模擬試験を課し、意識させていた動きが、無意識に自然な反応として見られたときにやっと、特訓からの休憩を与える。ダニエルは身体が疲れ、痛み、うんざりしていたが、結局、なぜこれらを老師が彼に何日もやらせていたのかに気がつく。というのも、これらの動きが実際に攻撃を防ぎ、老師の経験による敵の攻撃をかわすテクニックであり、ダニエルの気づかぬ合間に身体に染みこんでいたからだ。
多くの映画の中で主人公は、ライバルや悪者によってひどい目にあわされたり、武道を習っている兄弟や友達が、恐ろしく残忍な相手によって一生の傷を負わされたり、殺されたりしたことから復讐を誓い師匠を探す。このような場合、主に、始め師匠は協力的ではなく、主人公の真剣さや責任感を試しているだけで非協力的に見える。しかし何日か経過し、主人公が老師のテストをクリアしたと考えた後には最終的に、トレーニングを行うことを認める。割り当てられたトレーニングは一日目から、主に冷酷で厳しいものであり、老師はたとえ主人公が傷を負い、血まみれになろうと気にかけない。東洋の武道は伝統的な物理療法や治癒療法と深く結びついていて相補的なため、老師は大抵薬を投与したり、武道の技術と共に老師が兼ね備えたとみられる、痛みを鎮める術で手当を施したりする。一方他の映画には、弟子が老師を説得したり、言いくるめたりする必要がないものもある。老師は初めから正しいことをしているように見える。彼と弟子は様々な出来事を通してお互いに理解していく。
『ベスト・キッド2』にはダニエル・ラルーソーが、家族を亡くし涙を流すミヤギの側に寄っていくシーンがある。ミヤギは父親を亡くしたことで心を痛め、一人海に向かって座っていた。ダニエルはミヤギの横に座り、言葉を投げかけ肩を抱きよせ、ミヤギを慰めていた。

## 受容と批判
武道の達人は、所謂ガリ勉で賢いキャラクターとともに東アジア系男性のステレオタイプとしてよく見られるものである。魔術的な武道の老師というキャラクターはしばしば東アジア系のステレオタイプとして批判の対象になっている。マーベル・スタジオによる映画『ドクター・ストレンジ』では、原作コミックにおいてもともとはチベット系の老師であったエンシェント・ワンを白人の女優であるティルダ・スウィントンに演じさせたことがホワイトウォッシングであるとして批判されたが、これに対して監督をつとめたスコット・デリクソンは、原作であるコミック版のエンシェント・ワンについて「白人のヒーローに教えを授ける年取ったフー・マンチュー風のメンター像をひきずった1960年代の西洋のステレオタイプ」だと述べ、「東洋のキャラクターや人についてアメリカ人が持っているそうとう古いステレオタイプで、何をしてでもこういうステレオタイプは避けないとと強く思ったんです」とスウィントンを起用した理由を弁護している。マーベル・スタジオ側もステレオタイプを避けるためにこうしたキャスティングを行ったと弁明したが、「エンシェント・ワンについてあるアジア系のステレオタイプを避けようとしたせいで別のステレオタイプを強化している」という批判を受けた。